# スシド・デライト
スシド・デライト (SushiDo Delight) は、タイ王国で流行するドーナッツを用いたお菓子である。略称は「スシド」。

## 概要
2010年から、日系企業「ミスタードーナツ」がタイ全国約200店で販売を開始した。
日本の寿司を模したお菓子で、材料はシャリ（ご飯）の部分がドーナッツで、ネタ（具材）の部分はトッピングのお菓子である。スシドにはバタークリームが用いられる。
スシドのトッピングはフレーバーと呼ばれ、「チョコバナナ」、「チョコ」、「キウイ」、「イチゴ」、「バーバリアン」、「ブルーベリー」、「イチゴクリーム」、「バーバリアンゼリー」、「オレンジゼリー」、「オレンジ」という種類がある。
商品は話題となり、2011年には"SushiDo 2" という後継商品も登場した。このスシドも10種類ほどのフレーバーがあり、いずれも握り寿司を模している。また、前回同様に、10ピースが詰め合わされたパッケージも用意された。
店頭価格はひとつ10バーツ（約32円）で、10個セットは89バーツ（約285円）とされている。